# Bureau B
Bureau B — незалежний лейбл, музичний видавець і букінгова агенція з Гамбурга, Німеччина, заснований у 2005 році Ґюнтером Бускісом (B як Buskies) як сестринський лейбл Tapete Records. Лейбл випускає різновиди електронної, вільної музики, спектр якої варіюється від поп-музики до авангарду. Лейбл накопичив великий каталог перевидань і нових творів, серед яких класика жанру електронної музики 1970-х і початку 1980-х років, яку прийнято класифікувати як краут-рок (Cluster, Roedelius, Moebius, Plank, Schnitzler), а також нові записи таких виконавців, як Faust, Kreidler, Ганса Роделіуса, Асмуса Тітхенса, Дітера Моебіуса, що формували цей жанр.

## Історія
Лейбл розпочав свою діяльність з перевидання якісних записів німецьких виконавців шлягерів, таких як Гітте (з біг-бендом Кенні Кларка/Френсі Боланда), Мері Рос (альбом шансону), Гайделінде Вайс або Джеймс Ласт (джазова Легка музика сесії 1975 року в Лос-Анджелесі), а також компіляцій на кшталт Achtung! German Grooves, Sprechen Sie Pop? або Easy Beatles.
У 2008 році Bureau B перевидав одну 7" платівку в жанрі Neue Deutsche Welle гурту Palais Schaumburg та дві 7" платівки гурта Клауса Дінгера la Düsseldorf, а з 2009 року почав експлуатувати каталог Sky Records, зосередившись на альбомах таких музичних жанрів, як електроніка, авангард, краут-рок: наприклад, записи Cluster, Конні Планка, Браяна Іно, Роделіуса або Дітера Моебіуса, які вважаються знаковими альбомами.
У 2012 році Bureau B розширив свій репертуар, перевидавши серію важливих недрукованих альбомів Конрада Шніцлера, а також записи з каталогу легендарного лейблу в жанрі Neue Deutsche Welle Ata Tak, такі як D.A.F., Андреас Дорау, Der Plan та Pyrolator.
Серед оригінальних релізів сучасних артистів — Карл Бартос, Faust, Kreidler, Like a Stuntman, Pyrolator, Qluster, Ульріх Шнаус та Tarwater.
Щоб надати огляд різних музичних стилів, на яких спеціалізується Bureau B, у 2014 році лейбл випустив компіляцію під назвою KOLLEKTION. Кожен реліз цієї серії курує музикант. До цього часу в ній брали участь такі артисти, як Тім Гане, Ллойд Коул, Хольгер Гіллер, Richard Fearless і Томас Фельман. Останній реліз цієї серії — KOLLEKTION 05, вийшов у липні 2015 року.
Загалом на Bureau B вийшло понад 200 релізів (станом на листопад 2015 року). Лейбл має міжнародну дистрибуцію, причому закордонні продажі значно перевищують продажі в Німеччині.

## Список артистів з оригінальними релізами
- Андреас Дорау
- Automat
- Camera
- Camouflage
- Die Wilde Jagd
- Din A Testbild
- Faust
- Gut und Irmler
- Gurumaniax
- Гюнтер Шиккерт
- Ганс Нісвандт
- Hearts No Static
- Junior Electronics
- Карл Бартос
- Kreidler
- Ллойд Коул / Ганс Роделіус
- Like a Stuntman
- Мані Ноймаєр
- Макс Лодербауер
- Дітер Моебіус / Story / Leidecker
- Моебіус + Тітхенс
- Ноймаєр / Kawabata
- Нінка Ліс
- Ougenweide
- Pyrolator
- Qluster
- Роделіус / Шнайдер
- Шнайдер Кацірек
- Шнаус і Пітерс
- Schneider TM
- Sølyst
- Tarwater
- Whirlpool Productions
- Ziguri

## Список артистів з перевиданнями
- 39 Clocks
- Андреас Дорау
- Асмус Тітхенс
- Браян Іно
- Camouflage
- Cluster
- Конрад Шніцлер
- Конні Планк
- D.A.F.
- Der Plan
- Die Partei
- Fehlfarben
- Гюнтер Шиккерт
- Ганс Нісвандт
- Гаральд Гросскопф
- Harmonia
- la Düsseldorf
- Міхаель Ротер
- Моебіус
- Моебіус / Ноймаєр / Енглер
- Palais Schaumburg
- Phantomband
- Pyrolator
- Рюдігер Лоренц
- Роделіус
- Томас Дінгер
- Вольфганг Ріхман
- You